# Stoffige eikenlichtmot
De stoffige eikenlichtmot (Acrobasis sodalella) is een nachtvlinder uit de familie Pyralidae, de snuitmotten. De imago lijkt sterk op A. consociella en wordt daarmee vaak verward.

## Waardplant
De stoffige eikenlichtmot heeft eik als waardplant.

## Voorkomen in Nederland en België
De stoffige eikenlichtmot is in Nederland en in België een zeldzame soort. In Nederland is de soort bekend uit het Gooi en de provincies Utrecht en Gelderland, in België uit de provincies Luik en Luxemburg. De soort kent één generatie die vliegt in juni en vooral juli.